# Ибаргуэнгойтиа, Хорхе
Хорхе Ибаргуэнгойтиа Антийон (исп. Jorge Ibargϋengoitia Antillón, Гуанахуато, Мексика, 22 января 1928 — Мадрид, Испания, 27 ноября 1983) — мексиканский писатель.

## Биография
Мать Хорхе, овдовевшая вскоре после замужества, хотела, чтобы сын стал инженером, и он поступил на инженерный факультет Национального автономного университета Мексики. Но поскольку он сам хотел быть драматургом, то перевёлся на факультет философии и литературы.
Первая же его книга «Покушение» (1962) получила премию «Casa de las Americas», после чего Ибаргенгойтиа избрал карьеру романиста. В 1964 вышел его первый роман «Августовские молнии» — жестокий фарс о последней фазе Мексиканской революции, где писатель проявил себя как талантливый сатирик. Он также писал рассказы, составившие сборник «Закон Ирода» (1967). Далее последовали романы «Убейте льва» (1969), «Эти руины, что ты видишь» (1975), «Мертвые женщины» (1977), «Два преступления» (1979) и «Шаги Лопеса» (1982). 
Как журналист, Ибаргенгойтиа писал статьи для газеты «Эксельсиор» и журнала «Вуэльта». Все его книги иллюстрировала его жена, английская художница Джой Лавиль. Вместе с ней он переехал в Париж, где вскоре получил от Габриэля Гарсиа Маркеса приглашение принять участие во встрече писателей в Боготе. 
Но самолёт Боинг-747, на котором он летел, взорвался на подлёте к мадридскому аэропорту Барахас 27 ноября 1983. Вместе с ним погибли летевшие тем же рейсом перуанский писатель Мануэль Скорса, уругвайский критик Анхель Рама с женой и испанская пианистка Роза Сабатер. Останки Ибаргенгойтиа покоятся в парке Антильон в Гуанахуато. Его именем названа публичная библиотека этого города и ежегодная литературная премия. Несколько его романов экранизированы.

## Публикации на русском языке
- «Августовские молнии» (роман, перевод Г. Полонской). М.: Художественная литература, 1970 г.
- «Убейте льва» (роман, перевод М. Былинкиной). М.: Известия, 1985 г.
- «Убейте льва. Августовские молнии» (сборник из двух романов, переводы Г. Полонской и М. Былинкиной). М.: АСТ, Астрель, 2011 г.
- «Мёртвые девушки» (роман, перевод О. Кулагиной). Журнал «Иностранная литература», № 2, 2016 г.
- «Два преступления» (роман, перевод О. Кулагиной). Журнал «Иностранная литература», № 9, 2019 г.
- «Лежащие перед тобой руины» (роман, перевод Д. Синицыной). Журнал «Иностранная литература», № 4, 2021 г.

## Внешние ссылки
- http://www.literatura.us/jorge/index.html Архивная копия от 17 июня 2017 на Wayback Machine исп.
- http://www.jornada.unam.mx/2008/12/28/sem-joy.html Архивная копия от 5 августа 2017 на Wayback Machine